# 奧莉加·斯科羅霍多娃
奧莉加·斯科羅霍多娃（Olga Skorokhodova，1911年5月24日—1982年5月7日）是一位苏联科学家，生于比洛泽尔卡，在5岁时失去视觉和听觉，是世界上唯一一位盲聋研究者。